# 孙升
- 關於名为孙升的其他人物，請見「孫升 (消歧義)」。
- 關於名为孙文恪的其他人物，請見「孙文恪」。

孫升（1501年—1560年），原作孫陞，字志高，号季泉，錦衣衛官籍浙江余姚人。明朝政治人物，

## 生平
嘉靖四年（1525年）乙酉科浙江鄉試第七十二名舉人，十四年（1535年），中乙未科會試第二百九十四名，廷試一甲第二名进士（榜眼，同年状元为同乡韩应龙），四月授翰林院编修，以校录《列圣御史》及五经、二十一史成，二十四年正月升任右中允，赐五品服色，復参与修订《大明会典》。二十五年七月与翰林院侍读郭朴主考應天府鄉試，二十八年二月升国子监祭酒，三十年正月升礼部右侍郎，十一月进礼部左侍郎，三十二年三月改任吏部左侍郎，丁憂歸。服闋，三十五年四月起復禮部左侍郎，尋改吏部右侍郎，三年秩满，三十六年三月升官至南京礼部尚书，荫其子孫鑛为国子生，三十九年卒于官，年六十。为官清廉，刚正不阿，严戒奢靡。孙升有文才，晚年专注声韵音律，寄情赋诗曲艺。追赠太子太保，谥文恪。

## 家庭
父亲孙燧，赠礼部尚书，有三子，孙升为幼子。
元配韓氏，嘉靖十一年（1532）卒。繼室楊文儷，有才名。另有側室馬氏。
孫升有五子一女，其中人才鼎盛，致有“一门四进士，三尚书，一正卿”之谓：
- 長子孙鑨，號立峰，韓氏出，丙辰進士，吏部尚书。
- 次子孫鋌，號正峰，韓氏出，癸丑進士，礼部尚书。
- 三子孫錝（原名孫鈞），號鶴峰，楊氏出，戊辰進士，太仆寺正卿。
- 長女孙鐶，楊氏出。
- 四子孫鑛，號月峰，楊氏出，甲戌進士，南京兵部尚书。
- 五子孫鑲，側室馬氏出。

孙辈有孙如法（孙鑨之子）等。

## 著作
著有《文恪集》二十卷行世。

## 延伸阅读
[在维基数据编辑]
 《國朝獻徵錄·卷之三十六》，出自焦竑《國朝獻徵錄》